# Pseudochirulus caroli
Pseudochirulus caroli é uma espécie de marsupial da família Pseudocheiridae. Endêmica da Nova Guiné Ocidental, na Indonésia.